# Рока Чиље
Рока Чиље (итал. Rocca Cigliè) је насеље у Италији у округу Кунео, региону Пијемонт.
Према процени из 2011. у насељу је живело 60 становника. Насеље се налази на надморској висини од 590 м.

## Становништво
Према резултатима пописа становништва 2011. у општини је живело 154 становника.
| 1931. | 1936. | 1951. | 1961. | 1971. | 1981. | 1991. | 2001. | 2011. |
| ----- | ----- | ----- | ----- | ----- | ----- | ----- | ----- | ----- |
| 668   | 651   | 460   | 340   | 336   | 262   | 218   | 157   | 154   |